# Senerchia
 (février 2012).
Senerchia (dans le dialecte local : Sinerchia) est une commune italienne de la province d'Avellino, située dans la Haute Vallée du Sélé, en Campanie.

## Géographie
Le village est situé à 600 mètres d'altitude, dans la Haute Vallée du Sélé. Cette région vallonnée se situe sur la côte orientale des monts Picentini, au pied des pentes abruptes du mont Boschetiello. Ce territoire est en majorité recouvert de forêts ainsi que de montagnes, et comprend donc de nombreux sommets avec des altitudes de plus de 1 500 mètres; comme le mont Boschetiello (1 574 m), le mont de la Croce (1 533 m), la Raia de la Volpe (1 631 m), la Sierra des Cuoppi (1 683 m), la Sierra de la Pica (1 536 m) et la Raia du Pastore (1 524 m), qui culmine la rive droite du fleuve Sélé. De plus, il comprend beaucoup de sources (telles que Vallone Forma, Piceglia, Fiumicello, Rovivo, Pozzo San Nicola et Acquabianca), dont les principales ont été captées et alimentent des aqueducs.
- Oasis de la Valle della Caccia

### Urbanisme
Senerchia a subi une transformation urbaine radicale après le tremblement de terre de l'Irpinia en 1980. La ville fut complètement détruite, la partie ancienne du village a été abandonnée et des bâtiments dangereux sont encore aujourd'hui visibles. À la suite d'un glissement de terrain, la place principale et l'église furent détruites et remplacées par un espace vert. Les habitations ont été reconstruites à l'écart de l'ancien site, avec une nouvelle urbanisation et de larges rues.
Les autres localités habitées de Senerchia sont : Seperoni, Cervara, Maglio et Acquabianca.

### Communes limitrophes
Acerno, Campagna, Oliveto Citra, Valva, Calabritto.

## Histoire

### Origines
L'origine de Senerchia est pré-romaine, le premier établissement fut édifié sur la colline où maintenant se trouvent les ruines du château, zone naturelle facile à défendre, formant presque une ville fortifiée. Cette colline rocheuse, sur un éperon du mont Boschetiello, domine et offre une vue sur la Haute Vallée du Sélé. 
Le nom Senerchia dérive des mots en latin archaïque Sena Herclae (en français : sein d'Hercule). Les ruines du château situées dans la partie supérieure du vieux village, près de l'église du saint patron Saint Michel Archange, nous rappellent que durant l'Antiquité et durant l'époque féodale, Senerchia était une place fortifiée importante. D'autres disent que le nom attire les noms locaux du nord de la Toscane, silerchia, silerchie, ce qui implique un « silercula » du latin Siler-eris, plante qui pousse dans des lieux pleins d'eau. 

### Spartacus
Lors de la révolte des esclaves romains entre -73 et -71, l'affrontement final entre les hommes de Spartacus et les légions romaines commandées par Marcus Licinius Crassus eut lieu sur le territoire actuel de Senerchia, sur la rive droite du Sélé, près du village de Quaglietta. Ce territoire faisait à cette époque partie de la Lucanie. Des armures et épées romaines ont été découvertes à cet endroit. Crassus battut définitivement les révoltés, tuant 60 000 insurgés et ne perdant que mille légionnaires. 
Avant la bataille, selon Plutarque, comme on lui amenait son cheval, Spartacus égorgea l'animal, disant : « Vainqueur, j'aurai beaucoup de beaux chevaux, ceux des ennemis ; vaincu, je n'en aurai pas besoin ». Puis, il tenta de se battre contre Crassus, mais ne put l'atteindre et tua deux centurions ennemis qui l'attaquait. Alors que ses compagnons prenaient la fuite, encerclé par de nombreux adversaires, Spartacus mourut les armes à la main en -71, diminué après avoir été atteint par une flèche à la cuisse. Son corps ne fut jamais formellement identifié.

### Catalogus Baronum
Senerchia est mentionnée sous le nom de Sinerchia dans les Catalogus Baronum normanne, années 1150-1168.
L'écrivain Scipione Ammirato (1531-1601), dans Famille noble de Naples, vol. II, page 298, écrit : « Senerchia est un château dans la Principauté citérieure, avec 160 foyers, et que le nom de famille Sinerchia a vu son histoire étroitement liée à celle du village de Senerchia et que le nom de famille a été pris par la ville de Senerchia qu'ils ont possédé pendant plus de trois cents ans ».
Les Sinerchia étaient une vieille famille noble d'origine normande, dérivée de Filangieri, qui avait des possessions entre la Campanie, la Basilicate et les Pouilles. Ils ont vécu principalement entre Senerchia et Naples jusqu'au XVe siècle.
Les Sinerchia, déplacés plus tard dans la région de Basilicate, ont été honorés avec le titre de comte. Mais lors du complot des barons, Orlando Sinerchia comte de Saint-André, avec son cousin Amelio de Sinerchia baron de Rapone et Castelgrande, ont participé à la conspiration des barons dans le château de Malconsiglio de Miglionico en 1481. Les Sinerchia ont été blâmés et dépouillés de leurs biens et ont changé leur nom de famille, en prenant le nom de Scardaccione.

### Le château

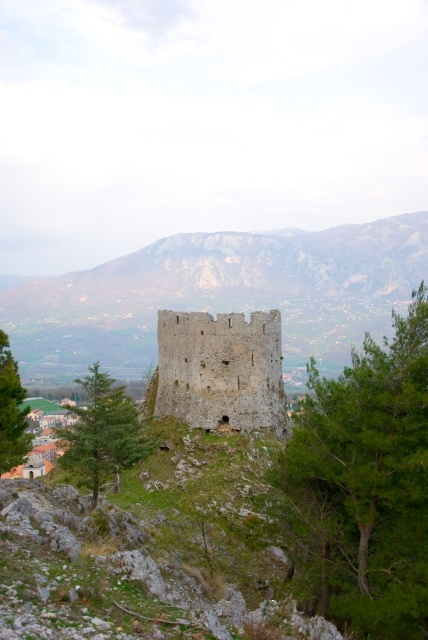

L'origine du château de Senerchia est très ancienne, étant peut-être une garnison de défense du peuple des Irpini. Les Romains avaient probablement eu du mal à la conquérir, d'où le nom en latin archaïque sena herclae. La garnison a été fortifiée par les Byzantins dans la guerre finale contre les Goths. Enfin, avec les Lombards, ont été faites d'autres prolongations et fortifications. 
De nos jours, seules les ruines du complexe fortifié sont présentes. La partie ouest semble bien préservée, et offre un vaste panorama surplombant la Haute Vallée du Sélé.